# Каспичан (село)
Каспичан (болг. Каспичан) — село в Болгарии. Находится в Шуменской области, входит в общину Каспичан. Население составляет 1 614 человек.

## Политическая ситуация
В местном кметстве Каспичан, в состав которого входит Каспичан, должность кмета (старосты) исполняет Аспарух Юлиянов Рангелов (коалиция в составе 3 партий: Движение за права и свободы (ДПС), Либерально-демократический союз, партия Либералы) по результатам выборов правления кметства.
Кмет (мэр) общины Каспичан — Валери Радославов Вылков Болгарская социалистическая партия (БСП) по результатам выборов в правление общины.